# Kathalia
Kathalia è un sottodistretto (upazila) del Bangladesh situato nel distretto di Jhalakati, divisione di Barisal. Si estende su una superficie di 152,08 km² e conta una popolazione di 123.298 abitanti (dato censimento 1991).